# Dwukolanka
Dwukolanówka – struga dorzecza Narwi, prawy dopływ Mławki, o długości 11,63 km. Wypływa w okolicach wsi Mansfeldy i początkowo płynie w kierunku południowo-wschodnim. Przepływa przez miejscowość Narzym i zmieniając kierunek na południowy mija wieś Dwukoły, po czym w miejscowości Lewiczyn wpada do Mławki.